# Georges de Saxe (1893-1943)
Pour les articles homonymes, voir Georges de Saxe.
 (juin 2019).
Si vous disposez d'ouvrages ou d'articles de référence ou si vous connaissez des sites web de qualité traitant du thème abordé ici, merci de compléter l'article en donnant les références utiles à sa vérifiabilité et en les liant à la section « Notes et références ».
Frédéric Auguste Georges Ferdinand Albert Charles Antoine Paul Marcel de Saxe, prince puis prince royal de Saxe, duc de Saxe (né à Dresde le 15 janvier 1893 et mort à Groß Glienicke le 14 mai 1943) est un officier allemand puis prêtre catholique, membre de la Compagnie de Jésus.

## Le prince de Saxe

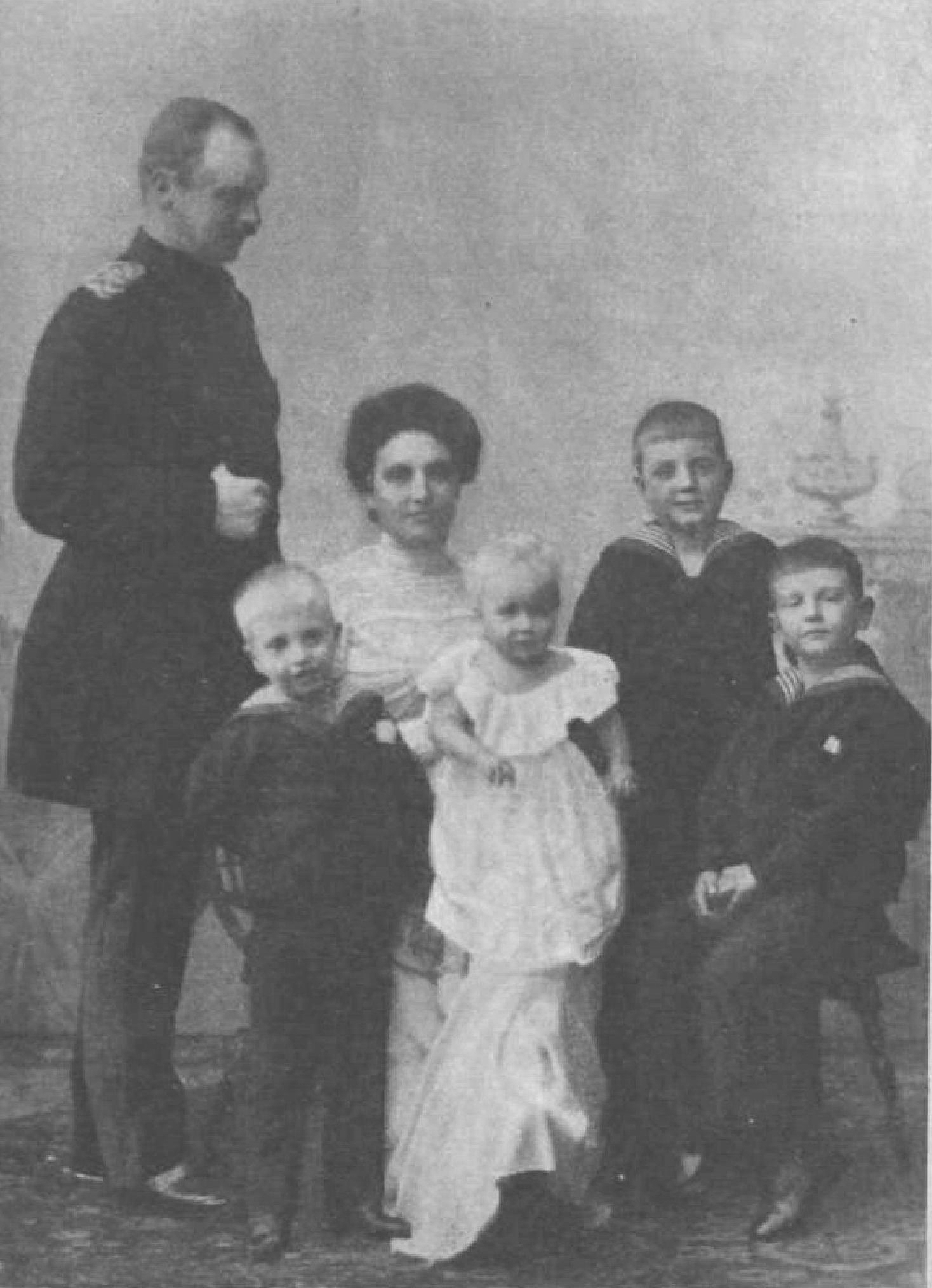
La famille du prince royal (1903)

Premier enfant et fils aîné du prince Frédéric-Auguste et de la princesse née Louise, archiduchesse d'Autriche, princesse de Toscane, il porte le prénom de son grand-père paternel, le prince Georges, frère et héritier du roi Albert de Saxe. Il est l'aîné d'une fratrie de six enfants. Son grand-oncle le roi Albert de Saxe a épousé par inclination la très belle princesse Caroline de Vasa, fille du prétendant au trône de Suède vivant en exil en Autriche. Cependant, aucune des grossesses de la reine Caroline n'étant parvenu à terme, il va de soi que le père voire le grand-père du prince Georges seront appelés à ceindre la couronne royale de Saxe avant que la prince Georges ne leur succède.  Ainsi en est-il après le décès du roi Albert en 1902. Le grand-père du prince Georges devient le roi Georges Ier de Saxe. Le père du prince Georges devient prince héritier. Le prince Georges, âgé de neuf ans devient héritier en second.
Le nouveau roi a 70 ans et son court règne sera marqué par le divorce retentissant du prince héritier. La princesse Louise, enceinte, quitte la cour pour suivre son amant. L'empereur François-Joseph Ier d'Autriche, chef de la Maison de Habsbourg-Lorraine dont est issue la princesse Louise mais aussi cousin et ami proche du défunt roi Albert est outré.
L'éducation des petits princes de Saxe est confiée à leur père qui les élève dans un catholicisme exigeant et crée au sein de la cour à leur intention une « école des princes » dont les professeurs sont en majorité de confession protestante ce qui permettra au prince Georges de s'ouvrir à l'œcuménisme.

## Le prince royal de Saxe
En 1904, le roi Georges de Saxe s'éteint et le prince Frédéric-Auguste devient le roi Frédéric-Auguste III de Saxe. À 11 ans, le prince Georges devient l'héritier de la couronne royale de Saxe. Le prince héritier suit des études de politiques à l'université de Breslau puis des études d'économie. Diplômé, il entame la carrière d'officier à laquelle sont destinés les princes de son temps. Il a pour ami proche le fils d'un de ses précepteurs, Adolf von Golssenau qui sera un écrivain reconnu sous le nom de Ludwig Renn. 
Lorsqu'éclate la Première Guerre mondiale, le prince héritier, âgé de 21 ans, sert en tant qu'officier dans des régiments Saxons qui ne sont qu'une partie de l'armée allemande. Promu capitaine puis major, il reçoit la croix de fer de première classe en 1915 puis celle de l'Ordre militaire de Saint Henri en 1916. Au printemps 1918, la presse rapporte que le prince royal âgé de 25 ans se serait fiancé à la princesse Marie-Amélie de Wurtemberg, fille du duc Albert de Wurtemberg, héritier du trône de Wurtemberg, et de Marguerite d'Autriche.

## Reconversion
La chute de la monarchie saxonne provoque un changement d'orientation chez l'ex-prince héritier qui, le 15 janvier 1919  a eu 26 ans. Sans doute avec l'appui de son oncle Maximilien de Saxe (1870-1951), devenu prêtre, il rompt ses fiançailles et se dirige vers la prêtrise malgré l'opposition du vicaire apostolique en poste à Dresde, de l'archevêque de Breslau et des monarchistes qui préféreraient que le prince se consacre à la reconquête du trône de ses ancêtres. 
Il opte d'abord pour l'ordre des Franciscains mais frustré par le manque d'exigence intellectuelle des fils du "Poverello", il entre dans la Compagnie de Jésus.
Le prince Georges étudie la théologie à Fribourg-en-Brisgau entre 1920 et 1923, puis reçoit sa formation de prêtre au séminaire de St-Pierre dans la Forêt-Noire. Il renonce à ses droits en 1923 en entrant dans la Compagnie de Jésus. Il est ordonné prêtre le 15 juillet 1924 à Trzebnica par l'évêque de Meissen Christian Schreiber. Son oncle l'abbé Maximilien de Saxe (1870-1951) prononce l'homélie. L'abbé Georges de Saxe célèbre la messe pour la première fois dans la chapelle du château de Sybillenort (de), propriété de la Maison royale de Saxe. Il étudie à Innsbruck puis à Valkenburg en 1928-1930. En 1933, il officie dans une paroisse Berlinoise. Il prononce ses vœux définitifs en 1936. Très ouvert à l'œcuménisme, il est proche des représentants des différentes confessions présentes alors en Allemagne. Au cours d'une messe en 1929, il proclame : "L'Amour est à l'ordre du jour entre catholiques et protestants mais aussi envers nos amis et concitoyens juifs."
Le nazisme, mouvement anti-monarchique et anti-chrétien, trouve en lui un adversaire résolu à la différence de ses beaux-frères.  Sans être directement impliqué dans la résistance, il est proche d'Ulrich von Hassell ou du général Paul von Hase, impliqués dans l'attentat du 20 juillet 1944. 
Le corps de l'abbé Georges de Saxe sera retrouvé près du Groß Glienicker See à Berlin. L'autopsie conclura à une crise cardiaque mais le prince Henri de Saxe, frère cadet du prince Georges, remettra en cause les conclusions médicales et soupçonnera le régime nazi auquel son frère était farouchement opposé. On trouvera sur les rives du lac le journal intime de l'abbé. La dernière phrase qu'il avait écrite est une phrase de l'Évangile : « Je vais vers le Père. »

## Référence
- (de) Cet article est partiellement ou en totalité issu de l’article de Wikipédia en allemand intitulé « Georg von Sachsen (1893-1943) » (voir la liste des auteurs).

- (en) Cet article est partiellement ou en totalité issu de l’article de Wikipédia en anglais intitulé « Georg, Crown Prince of Saxony » (voir la liste des auteurs).